# ペレストロイカ
ペレストロイカ（露: перестройка [pʲɪrʲɪˈstrojkə] ( 音声ファイル) ピリストローイカ、ロシア語ラテン翻字: perestroika）は、ソビエト連邦でゴルバチョフによって、1988年1月1日から本格的に始まり、守旧派による1991年のクーデター発生までにグラスノスチと共に進められた政治体制の改革。ペレストロイカで進んだ市民意識によって、クーデター自体は失敗したが、ペレストロイカが中止され、ソ連解体に繋がった。ロシア語で「再構築（再革命）」を意味する。外交では冷戦終結、初の核軍縮条約、ドイツ統一がなされ、ソ連国内では表現の自由、集会の自由、信教の自由、出国の自由、選択肢のある選挙、複数政党制など、市民の権利と自由が獲得された。
ゴルバチョフが 「ペレストロイカは革命である。」と発言したことからゴルバチョフ革命や第2の革命とも呼ばれた。

## 概要
ソビエト連邦共産党による一党独裁制が60年以上も続いたことにより、硬直した政府を立て直すため、1985年に共産党書記長（最高指導者）に就任したミハイル・ゴルバチョフが提唱・実践した。あわせて進められたグラスノスチ（情報公開）とともに、ソビエト連邦の政治を民主的な方向に改良していった。
元々は経済面のみの改革だったがチェルノブイリ原子力発電所事故の影響で政治面の改革も行うようになる。
1987年のロシア革命70周年記念の軍事パレードの際、ロシア語で「民主主義、平和、ペレストロイカ、加速」と書かれた大きな立て看板がグム百貨店に立てかけられ、テレビ中継でアナウンサーが読み上げた。以降、ソ連国内に広く浸透していった。
ゴルバチョフは、社会主義体制の枠内での改革を志向したが、市場導入が逆に経済混乱につながり、物価高に物資の不足により高まる国民の不満や共産党内の保守層が行ったソ連8月クーデターを背景に、社会主義体制そのものの放棄と、連邦制の崩壊につながった。
現在では、共産圏の民主化を進めるとともに冷戦を終結させた政策として、主に旧ソ連以外の各国で高く評価されている。英語圏の国では「リストラクチャリング」や「リコンストラクション」と訳され、1980年代後半のイギリスのサッチャー政権やアメリカ合衆国のレーガン政権で行われた行財政改革・産業構造の転換政策あるいは民間企業の組織再編成などを指して使われた。これは、日本で1990年代後半頃から使用されている「リストラ」の語源となった単語である。
改革早々にウランの生産量が4倍以上に膨れた。終盤のエリツィン時代に外国銀行の干渉を受けて官公事業が非民主的に払い下げられた。カザフスタンの分離に伴い、ロシア連邦となってからウラン生産量は改革前の水準へ戻った。
コーカサスではカタストロイカと呼ばれる。民族意識が高揚し、1987年半ばにアゼルバイジャン内で起こったナゴルノ・カラバフ紛争を皮切りにこの地域でも民族対立が表面化した。ナゴルノ・カラバフの問題は2023年に一応の解決がつくこととなったが、依然として紛争は絶えない。

## 関連項目

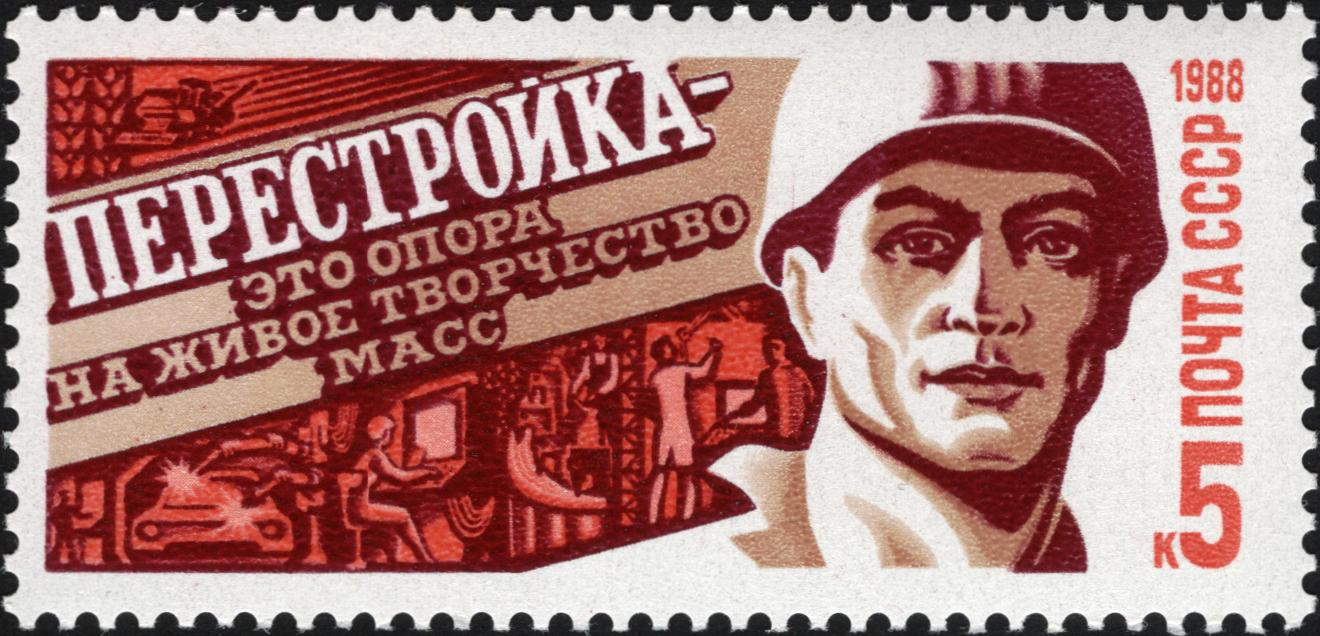
「ペレストロイカ - それは大衆の活発で独創的な生産活動の支えである」
1988年に発行された切手

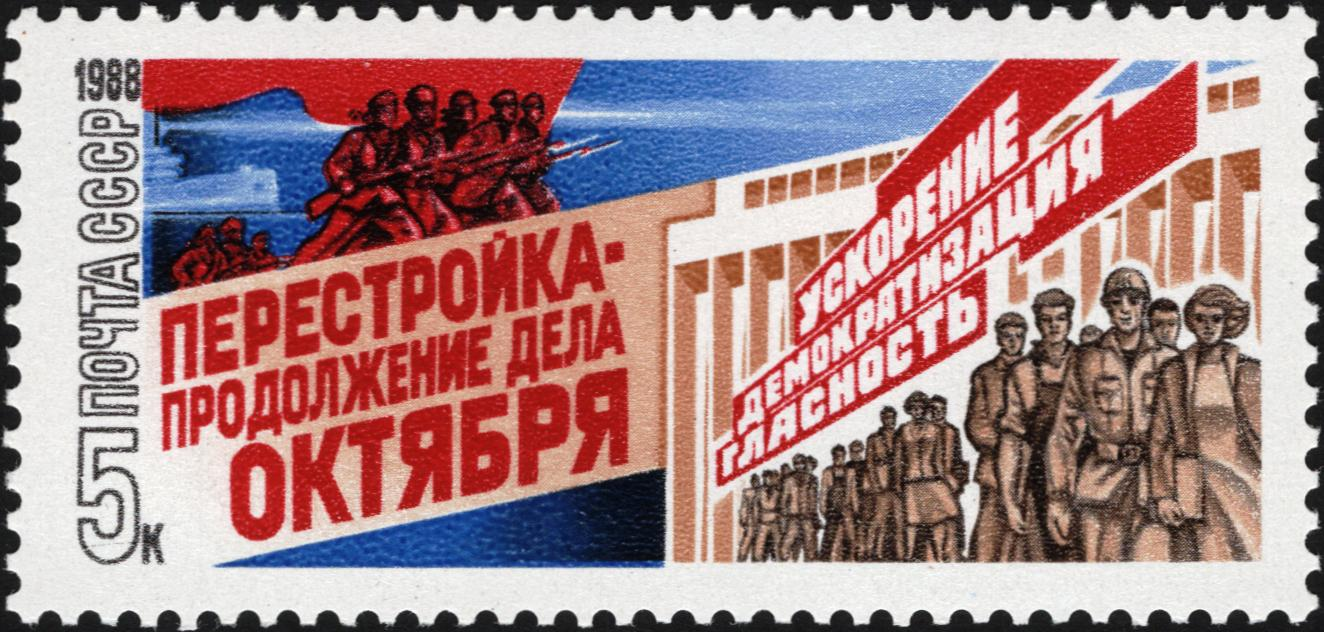
1988年に発行された、ペレストロイカとグラスノスチを宣伝する切手